# IP Большой Медведицы
IP Большой Медведицы (лат. IP Ursae Majoris), HD 118954 — одиночная переменная звезда в созвездии Большой Медведицы на расстоянии приблизительно 804 световых лет (около 247 парсеков) от Солнца. Видимая звёздная величина звезды — от +7,77m до +7,72m.

## Характеристики
IP Большой Медведицы — белая пульсирующая переменная звезда типа Дельты Щита (DSCTC:) спектрального класса A5. Эффективная температура — около 7110 К.